# Gran Premio motociclistico di Spagna 1995
Il Gran Premio motociclistico di Spagna 1995 fu il quarto appuntamento del motomondiale 1995.
Si svolse il 7 maggio 1995 al circuito di Jerez de la Frontera e registrò la vittoria di Alberto Puig su nella classe 500, di Tetsuya Harada nella classe 250, di Haruchika Aoki nella classe 125 e di Yves Briguet nel Thunderbike Trophy. Prima vittoria nel contesto del motomondiale per Puig.

## Classe 500
Kevin Schwantz, assente in questa gara, viene sostituito da Sean Emmett. Quest'ultimo, che lascia libero il posto nel team Harris Grand Prix, viene sostituito da Brian Morrison.

### Arrivati al traguardo
| Pos. | Nº | Pilota               | Squadra                  | Motocicletta  | Giri | Tempo     | Griglia | Punti |
| ---- | -- | -------------------- | ------------------------ | ------------- | ---- | --------- | ------- | ----- |
| 1º   | 5  | Alberto Puig         | Fortuna-Honda-Pons       | Honda         | 27   | 47:45.728 | 2       | 25    |
| 2º   | 2  | Luca Cadalora        | Marlboro Team Roberts    | Yamaha        | 27   | +5.093    | 3       | 20    |
| 3º   | 6  | Àlex Crivillé        | Repsol Honda             | Honda         | 27   | +14.031   | 9       | 16    |
| 4º   | 17 | Norifumi Abe         | Marlboro Team Roberts    | Yamaha        | 27   | +14.264   | 6       | 13    |
| 5º   | 9  | Alex Barros          | Barros-Kanemoto-Honda    | Honda         | 27   | +22.141   | 7       | 11    |
| 6º   | 65 | Loris Capirossi      | Marlboro Team Pileri     | Honda         | 27   | +22.798   | 4       | 10    |
| 7º   | 4  | Daryl Beattie        | Lucky Strike Suzuki      | Suzuki        | 27   | +36.499   | 5       | 9     |
| 8º   | 7  | Shin'ichi Itō        | Repsol Honda             | Honda         | 27   | +42.741   | 10      | 8     |
| 9º   | 19 | Juan Bautista Borja  | Roc N.R.J.               | ROC Yamaha    | 27   | +46.492   | 11      | 7     |
| 10º  | 20 | Cristiano Migliorati | Harris Grand Prix        | Harris Yamaha | 27   | +1:18.644 | 20      | 6     |
| 11º  | 10 | Jeremy McWilliams    | Team Millar              | Yamaha        | 27   | +1:18.682 | 18      | 5     |
| 12º  | 25 | Neil Hodgson         | World Champ. Motorsports | ROC Yamaha    | 27   | +1:24.628 | 13      | 4     |
| 13º  | 18 | Laurent Naveau       | ROC Euroteam             | ROC Yamaha    | 27   | +1:31.259 | 28      | 3     |
| 14º  | 23 | Eugene McManus       | Padgetts Racing          | Harris Yamaha | 27   | +1:31.947 | 23      | 2     |
| 15º  | 28 | Bruno Bonhuil        | M.T.D.                   | ROC Yamaha    | 26   | +1 giro   | 21      | 1     |
| 16º  | 35 | Brian Morrison       | Harris Grand Prix        | Harris Yamaha | 26   | +1 giro   | 26      |       |
| 17º  | 21 | Bernard Haenggeli    | Haenggeli Racing         | ROC Yamaha    | 26   | +1 giro   | 30      |       |

### Non classificato
| Nº | Pilota        | Squadra         | Motocicletta | Giri | Griglia |
| -- | ------------- | --------------- | ------------ | ---- | ------- |
| 27 | Andrew Stroud | Team Marco Papa | ROC Yamaha   | 19   | 25      |

### Ritirati
| Nº | Pilota              | Squadra             | Motocicletta  | Giri | Griglia |
| -- | ------------------- | ------------------- | ------------- | ---- | ------- |
| 1  | Mick Doohan         | Repsol Honda        | Honda         | 20   | 1       |
| 37 | Frédéric Protat     | FP Racing           | ROC Yamaha    | 19   | 16      |
| 14 | Adrian Bosshard     | Thommen Elf Racing  | ROC Yamaha    | 19   | 15      |
| 51 | Jean Pierre Jeandat | Jpj Paton           | Paton         | 19   | 22      |
| 44 | Marc Garcia         | DR Team Shark       | ROC Yamaha    | 16   | 14      |
| 11 | Bernard Garcia      | Team ROC            | ROC Yamaha    | 11   | 19      |
| 8  | Sean Emmett         | Lucky Strike Suzuki | Suzuki        | 9    | 12      |
| 13 | Loris Reggiani      | Aprilia Racing      | Aprilia       | 8    | 8       |
| 24 | Scott Gray          | Starsport           | Harris Yamaha | 7    | 27      |
| 22 | Lucio Pedercini     | Team Pedercini      | ROC Yamaha    | 6    | 24      |
| 26 | Jim Filice          | Padgetts Racing     | Harris Yamaha | 5    | 29      |
| 69 | James Haydon        | Harris Grand Prix   | Harris Yamaha | 0    | 17      |
| 52 | Enrique de Juan     | Parajua Team        | Honda         | 0    | 31      |

## Classe 250

### Arrivati al traguardo
| Pos. | Nº | Pilota                    | Squadra              | Motocicletta | Giri | Tempo     | Griglia | Punti |
| ---- | -- | ------------------------- | -------------------- | ------------ | ---- | --------- | ------- | ----- |
| 1º   | 7  | Tetsuya Harada            | Marlboro Team Rainey | Yamaha       | 26   | 46:25.162 | 1       | 25    |
| 2º   | 1  | Max Biaggi                | Chesterfield Aprilia | Aprilia      | 26   | +9.746    | 4       | 20    |
| 3º   | 9  | Luis d'Antín              | MX Onda-S.S.P. Comp. | Honda        | 26   | +9.904    | 8       | 16    |
| 4º   | 4  | Doriano Romboni           | Honda Team Agostini  | Honda        | 26   | +9.924    | 10      | 13    |
| 5º   | 28 | Ralf Waldmann             | HB Honda Germany     | Honda        | 26   | +10.196   | 3       | 11    |
| 6º   | 2  | Tadayuki Okada            | Team HRC             | Honda        | 26   | +10.424   | 5       | 10    |
| 7º   | 6  | Jean-Philippe Ruggia      | Elf-Honda-Tech 3     | Honda        | 26   | +15.114   | 6       | 9     |
| 8º   | 10 | Nobuatsu Aoki             | Blumex Rheos Racing  | Honda        | 26   | +38.755   | 12      | 8     |
| 9º   | 8  | Jean-Michel Bayle         | Chesterfield Aprilia | Aprilia      | 26   | +41.447   | 11      | 7     |
| 10º  | 18 | Roberto Locatelli         | Aprilia Racing       | Aprilia      | 26   | +41.863   | 2       | 6     |
| 11º  | 5  | Niall Mackenzie           | Docshop Racing       | Aprilia      | 26   | +50.820   | 18      | 5     |
| 12º  | 19 | Olivier Jacque            | Elf-Honda-Tech 3     | Honda        | 26   | +51.303   | 13      | 4     |
| 13º  | 29 | Jürgen Fuchs              | HB Honda Germany     | Honda        | 26   | +51.396   | 17      | 3     |
| 14º  | 39 | Alessandro Gramigni       | Givi Racing          | Honda        | 26   | +53.216   | 15      | 2     |
| 15º  | 15 | Oliver Petrucciani        | Edo Racing           | Aprilia      | 26   | +57.348   | 16      | 1     |
| 16º  | 16 | Patrick van den Goorbergh | Docshop Racing       | Aprilia      | 26   | +1:04.671 | 20      |       |
| 17º  | 30 | José Luis Cardoso         | PR2 Aprilia          | Aprilia      | 26   | +1:04.782 | 24      |       |
| 18º  | 22 | Adolf Stadler             | Veitinger            | Aprilia      | 26   | +1:07.700 | 19      |       |
| 19º  | 17 | Jurgen van den Goorbergh  | Maxell Team Global   | Honda        | 26   | +1:10.065 | 22      |       |
| 20º  | 55 | Régis Laconi              | Equipe De France GP  | Honda        | 26   | +1:11.338 | 23      |       |
| 21º  | 23 | Luis Maurel               | Maurel Competicion   | Honda        | 26   | +1:12.155 | 29      |       |
| 22º  | 24 | Bernd Kassner             | Team Munich          | Aprilia      | 26   | +1:29.293 | 26      |       |
| 23º  | 21 | Gregorio Lavilla          | MX Onda-S.S.P. Comp. | Honda        | 26   | +1:30.176 | 30      |       |
| 24º  | 60 | Ramón Mesa                | Marbella - E.Castro  | Yamaha       | 26   | +1:30.275 | 33      |       |
| 25º  | 61 | Javier Díaz               | Motopasion           | Honda        | 25   | +1 giro   | 34      |       |

### Ritirati
| Nº | Pilota                | Squadra              | Motocicletta | Giri | Griglia |
| -- | --------------------- | -------------------- | ------------ | ---- | ------- |
| 25 | Kenny Roberts Jr      | Marlboro Team Rainey | Yamaha       | 22   | 7       |
| 13 | Eskil Suter           | Mohag Aprilia        | Aprilia      | 21   | 14      |
| 27 | Sadanori Hikita       | Maxell Team Global   | Honda        | 14   | 21      |
| 32 | Pere Riba             | Bjc Racing           | Aprilia      | 13   | 27      |
| 3  | Takeshi Tsujimura     | Fcc Technical Sports | Honda        | 10   | 31      |
| 12 | Carlos Checa          | Fortuna-Honda-Pons   | Honda        | 7    | 9       |
| 63 | Javier Rodríguez      | Escuderia Almu       | Honda        | 6    | 28      |
| 31 | Miguel Angel Castilla | Troll 10x10 Repsol   | Yamaha       | 4    | 32      |
| 62 | Javier Marsella       | Almafot              | Honda        | 1    | 25      |

## Classe 125

### Arrivati al traguardo
| Pos. | Nº | Pilota             | Squadra                | Motocicletta | Giri | Tempo     | Griglia | Punti |
| ---- | -- | ------------------ | ---------------------- | ------------ | ---- | --------- | ------- | ----- |
| 1º   | 12 | Haruchika Aoki     | Blumex Rheos Racing    | Honda        | 23   | 43:01.696 | 2       | 25    |
| 2º   | 7  | Stefano Perugini   | Ipa Aprilia            | Aprilia      | 23   | +0.012    | 10      | 20    |
| 3º   | 4  | Dirk Raudies       | HB Team Raudies        | Honda        | 23   | +0.742    | 4       | 16    |
| 4º   | 5  | Peter Öttl         | Marlboro-Aprilia-Eckl  | Aprilia      | 23   | +3.262    | 5       | 13    |
| 5º   | 2  | Noboru Ueda        | Givi Racing            | Honda        | 23   | +3.416    | 8       | 11    |
| 6º   | 1  | Kazuto Sakata      | Krona-Aprilia          | Aprilia      | 23   | +3.952    | 1       | 10    |
| 7º   | 26 | Emilio Alzamora    | Scot-San Patrignano    | Honda        | 23   | +5.298    | 7       | 9     |
| 8º   | 14 | Akira Saito        | Docshop Racing         | Honda        | 23   | +11.140   | 11      | 8     |
| 9º   | 20 | Tomomi Manako      | Fcc Technical Sports   | Honda        | 23   | +11.273   | 21      | 7     |
| 10º  | 10 | Herri Torrontegui  | Pit Lane Racing        | Honda        | 23   | +13.311   | 13      | 6     |
| 11º  | 17 | Gianluigi Scalvini | Ipa Aprilia            | Aprilia      | 23   | +23.146   | 3       | 5     |
| 12º  | 13 | Garry McCoy        | Europa Zwafink         | Honda        | 23   | +24.424   | 14      | 4     |
| 13º  | 6  | Jorge Martínez     | Aspar Cepsa            | Yamaha       | 23   | +29.863   | 12      | 3     |
| 14º  | 18 | Oliver Koch        | Ditter Plastic         | Aprilia      | 23   | +30.036   | 9       | 2     |
| 15º  | 8  | Masaki Tokudome    | Ditter Plastic         | Aprilia      | 23   | +38.050   | 6       | 1     |
| 16º  | 19 | Yoshiaki Katō      | Aspar Cepsa            | Yamaha       | 23   | +38.878   | 19      |       |
| 17º  | 9  | Hideyuki Nakajō    | Jha Racing             | Honda        | 23   | +39.356   | 15      |       |
| 18º  | 28 | Takehiro Yamamoto  | Moto Bum Team Harc Pro | Honda        | 23   | +45.726   | 24      |       |
| 19º  | 25 | Vittorio Lopez     | Scuderia Alfa Ducados  | Aprilia      | 23   | +46.242   | 20      |       |
| 20º  | 22 | Andrea Ballerini   | Krona-Aprilia          | Aprilia      | 23   | +46.311   | 18      |       |
| 21º  | 32 | Hiroyuki Kikuchi   | Elf Team Kepla         | Honda        | 23   | +1:00.274 | 30      |       |
| 22º  | 63 | Josep Sardá        | Team Sarda             | Honda        | 23   | +1:05.084 | 28      |       |
| 23º  | 29 | Yoshiyuki Sugai    | Racing Supply          | Honda        | 23   | +1:15.103 | 32      |       |
| 24º  | 60 | Antonio Sánchez    | Salom                  | Aprilia      | 23   | +1:15.404 | 26      |       |
| 25º  | 21 | Tomoko Igata       | Fcc Technical Sports   | Honda        | 23   | +1:15.446 | 25      |       |
| 26º  | 24 | Gabriele Debbia    | Debbia Team Semprucci  | Yamaha       | 23   | +1:15.656 | 22      |       |
| 27º  | 62 | José Dubon         | Dubon Racing           | Honda        | 22   | +1 giro   | 33      |       |

### Ritirati
| Nº | Pilota           | Squadra               | Motocicletta | Giri | Griglia |
| -- | ---------------- | --------------------- | ------------ | ---- | ------- |
| 27 | Ivan Cremonini   | Scot-San Patrignano   | Honda        | 13   | 34      |
| 37 | Ken Miyasaka     | Jha Racing            | Honda        | 12   | 23      |
| 15 | Loek Bodelier    | LB Racing             | Aprilia      | 6    | 16      |
| 23 | Manfred Geissler | Marlboro-Aprilia-Eckl | Aprilia      | 5    | 17      |
| 39 | Luis Alvaro      | Scott-Attac!          | Honda        | 3    | 29      |
| 11 | Stefan Prein     | Energizer Elf/Prein   | Honda        | 0    | 27      |

## Thunderbike Trophy
Fonte: Thunderbike Trophy 1995 - Jerez, su classic.autosport.com (archiviato dall'url originale il 17 febbraio 2019).

### Arrivati al traguardo
| Pos. | Nº | Pilota                  | Motocicletta | Giri | Tempo     | Punti |
| ---- | -- | ----------------------- | ------------ | ---- | --------- | ----- |
| 1º   | 1  | Yves Briguet            | Honda        | 21   | 39:37.092 | 25    |
| 2º   | 5  | Eustaquio Gavira        | Honda        | 21   | +2.067    | 20    |
| 3º   | 7  | Stéphane Mertens        | Honda        | 21   | +16.170   | 16    |
| 4º   | 6  | Juan Manuel López Mella | Honda        | 21   | +16.467   | 13    |
| 5º   | 17 | Udo Mark                | Kawasaki     | 21   | +17.708   | 11    |
| 6º   | 8  | Wilco Zeelenberg        | Honda        | 21   | +20.997   | 10    |
| 7º   | 14 | Óscar Sainz             | Kawasaki     | 21   | +27.512   | 9     |
| 8º   | 60 | Eric Mahé               | Honda        | 21   | +35.539   | 8     |
| 9º   | 12 | Rubén Xaus              | Honda        | 21   | +40.222   | 7     |
| 10º  | 15 | Iain MacPherson         | Honda        | 21   | +40.445   | 6     |
| 11º  | 4  | Idalio Gavira           | Honda        | 21   | +40.669   | 5     |
| 12º  | 10 | Giovanni Bussei         | Bimota       | 21   | +41.912   | 4     |
| 13º  | 2  | Christian Zwedorn       | Honda        | 21   | +50.436   | 3     |
| 14º  | 41 | Julio Luque             | Yamaha       | 21   | +56.146   | 2     |
| 15º  | 3  | Fred Bayens             | Honda        | 21   | +58.942   | 1     |
| 16º  | 9  | Phillip McCallen        | Honda        | 21   | +1:11.344 |       |
| 17º  | 21 | Cees Doorakkers         | Bimota       | 21   | +1:13.914 |       |
| 18º  | 43 | Ramón Mesa              | Honda        | 21   | +1:14.516 |       |
| 19º  | 47 | Antonio García          | Honda        | 21   | +1:20.439 |       |
| 20º  | 44 | Bernardino Romero       | Honda        | 21   | +1:27.158 |       |
| 21º  | 48 | Bruno Nogués            | Honda        | 21   | +1:27.330 |       |
| 22º  | 22 | Jean Foray              | Bimota       | 21   | +1:34.278 |       |
| 23º  | 45 | José Carlos Morillas    | Honda        | 20   | +1 giro   |       |

### Ritirati
| Nº | Pilota          | Motocicletta | Giri |
| -- | --------------- | ------------ | ---- |
| 16 | Marco Risitano  | Bimota       | 19   |
| 25 | Gilson Scudeler | Honda        | 0    |